# Cartea vitula
Cartea vitula is een vlindersoort uit de familie van de prachtvlinders (Riodinidae), onderfamilie Riodininae.
Cartea vitula werd in 1853 beschreven door Hewitson.